# John McTavish
Pour les articles homonymes, voir [[:John McTavish (homonymie) (en)]].
John Kay McTavish est un joueur de football international écossais né le 7 juin 1885 et mort le 4 avril 1944. Il évoluait au poste d'attaquant.

## Biographie
John McTavish commence sa carrière à Glasgow avec l'équipe junior du Petershill FC. Il rejoint ensuite l'équipe de Falkirk, puis celle d'Oldham Athletic. 
Il joue ensuite en faveur de Tottenham Hotspur puis de Newcastle United.
John McTavish joue pour l'équipe d'Écosse le 19 mars 1910 face à l'Irlande. Le match se termine sur le score de 1-0 pour l'Écosse.